# Конецко, Саша
Саша Кегель Конецко (нем. Sascha Kegel Konietzko, родился 21 июня 1961 в Гамбурге, Германия) — немецкий музыкант, вокалист и фронтмен группы KMFDM. Известен также как Sascha К и Käpt’n К'.

## KMFDM
Конецко известен прежде всего за его роль в KMFDM. Создав группу в 1984 году, он является единственным членом KMFDM, который появляется на каждом альбоме, и единственным членом-основателем, оставшимся в группе.

## Сторонние проекты
Конецко сформировал ряд сайд-проектов:
- Excessive Force в 1990 с Buzz McCoy из My Life with the Thrill Kill Kult.
- MDFMK в 1999 с Лючией Чифарелли и Тимом Сколдом.
- Schwein в 2000 с участниками японских групп Buck-Tick и PIG.
- KGC в 2006 с Лючией Чифарелли и Dean Garcia из Curve.

## Ремиксы
Работал вместе с Metallica, Megadeth, White Zombie, Rammstein, Love & Rockets, Kittie, Die Krupps, Flotsam and Jetsam, Living Colour, Mindless Self Indulgence, Combichrist, Young Gods, PIG, и многими другими.

## Личная жизнь
Конецко жил в Соединённых Штатах с 1991 по 2007 год, работал и жил в Чикаго, Нью-Йорке и Сиэтле, а затем переехал в свой родной город Гамбург. Конецко и Чифарелли поженились в 2005 году. 14 февраля 2008 года у них родилась дочь Аннабелла Азия Конецко.

## Интересные факты
- У Саши есть украинские корни, благодаря которым ему и досталась такая фамилия. Сам он неплохо знает русский язык: он разговаривал с русскими фанатами на концертах в 2003 и 2004 году.
- Конецко в шутку называет себя отцом индастриал-рока[3].
- В честь Саши взяла свой псевдоним известная порноактриса Саша Грей.